# Anupgarh
Anupgarh è una suddivisione dell'India, classificata come municipality, di 29.548 abitanti, situata nel distretto di Ganganagar, nello stato federato del Rajasthan. In base al numero di abitanti la città rientra nella classe III (da 20.000 a 49.999 persone).

## Geografia fisica
La città è situata a 29° 11' 28 N e 73° 12' 31 E e ha un'altitudine di 154 m s.l.m..

## Società

### Evoluzione demografica
Al censimento del 2001 la popolazione di Anupgarh assommava a 29.548 persone, delle quali 16.000 maschi e 13.548 femmine. I bambini di età inferiore o uguale ai sei anni assommavano a 4.616, dei quali 2.571 maschi e 2.045 femmine. Infine, coloro che erano in grado di saper almeno leggere e scrivere erano 18.086, dei quali 10.768 maschi e 7.318 femmine.